# Chiroderma villosum
Chiroderma villosum — вид родини листконосові (Phyllostomidae), ссавець ряду лиликоподібні (Vespertilioniformes, seu Chiroptera).

## Середовище проживання
Країни поширення: Беліз, Болівія, Бразилія, Колумбія, Коста-Рика, Еквадор, Сальвадор, Французька Гвіана, Гватемала, Гаяна, Гондурас, Мексика, Нікарагуа, Панама, Перу, Суринам, Тринідад і Тобаго, Венесуела. У Венесуелі живе в низинах нижче 600 м. У Венесуелі він міцно асоціюється з вологими місцями проживання і тропічними вічнозеленими лісами, а також другого зростання лісами, галявинами і фруктовими гаями.  

## Звички
Харчуються фруктами, особливо інжиром і лаштує сідала в западинах дерев.

## Загрози та охорона
Є втрата середовища існування в деяких частинах ареалу, хоча це не є серйозною загрозою. Зустрічаються у ряді  природоохоронних районів по всьому ареалу.